# Hans Christoph Schissler
Hans Christoph Schissler (ante 1561 – post 1626) è stato un artigiano tedesco del XVI secolo.
Figlio del celebre artefice Christoph Schissler (c. 1531-1608), fu anch'egli eccellente costruttore di strumenti. Rimase con il padre ad Augusta fino al 1591. Successivamente si trasferì prima a Praga e poi a Vienna, dove divenne orologiaio di Corte.